# Associação de Futebol da Madeira
A Associação de Futebol da Madeira MHM (AFM) é uma entidade sob alçada da Federação Portuguesa de Futebol, durante muito tempo designada de Associação de Futebol do Funchal por administrar o futebol desse antigo distrito, que superintende todo o futebol, seja na sua vertente de 11, seja na sua vertente de 7, quer ainda o futsal praticado na Região Autónoma da Madeira.

## História
Fui fundada a 28 de setembro de 1916, sendo o seu atual presidente Rui Coelho.
Possui um complexo desportivo próprio, na freguesia de Gaula, no concelho de Santa Cruz, com dois campos de relva sintética, que foi inaugurado a 25 de fevereiro de 2007.
A 10 de junho de 2017, foi feita Membro-Honorário da Ordem do Mérito.

## Clubes notáveis da AF Madeira
| Primeira Liga (nível 1) - Marítimo - Nacional - União da Madeira Segunda Liga (nível 2) | Nacional (nível 3) - Camacha - Caniçal - Marítimo B | Distritais (nível 5) - Andorinha - Machico - Pontassolense - Ribeira Brava |

## Competições AF da Madeira[6]
| Época   | Divisão Honra        | 1ª Divisão       | Taça                | Supertaça           |
| ------- | -------------------- | ---------------- | ------------------- | ------------------- |
| 2024/25 | Ribeira Brava        | Os Xavelhas      | Pontassolense       |                     |
| 2023/24 | Machico              | Santacruzense    | Juventude de Gaula  | Machico             |
| 2022/23 | Portosantense        | São Vicente      | Portosantense       | Portosantense       |
| 2021/22 | Pontassolense        | Choupana         | Caniçal             | Caniçal             |
| 2020/21 | Cancelado            | Cancelado        | Cancelado           | Cancelado           |
| 2019/20 | Cancelado            | Cancelado        | Cancelado           | Cancelado           |
| 2018/19 | CSD Câmara de Lobos  | Xavelhas         | AD Porto da Cruz    | CSD Câmara de Lobos |
| 2017/18 | Pontassolense        | AD Porto da Cruz | Marítimo            | Pontassolense       |
| 2016/17 | CSD Câmara de Lobos  | Ribeira Brava    | CSD Câmara de Lobos |                     |
| 2015/16 | Caniçal              | CFF Madeira      | Cruzado Canicense   | Caniçal             |
| 2014/15 | Caniçal              | 1º Maio Funchal  | Pontassolense       | Portosantense       |
| 2013/14 | Pontassolense        | Santacruzense    | Câmara de Lobos     | Bairro Argentina    |
| 2012/13 | Câmara de Lobos      |                  | Bairro da Argentina |                     |
| 2011/12 | Xavelhas             |                  | Pontassolense       |                     |
| 2010/11 | Porto Moniz          |                  | Camacha             |                     |
| 2009/10 | Santacruzense        |                  | Portosantense       |                     |
| 2008/09 | União da Madeira “B” |                  | Marítimo            |                     |
| 2007/08 | Andorinha            |                  | Nacional da Madeira |                     |
| 2006/07 | Cruzado Canicense    |                  | Marítimo            |                     |
| 2005/06 | Cruzado Canicense    |                  | Portosantense       |                     |
| 2004/05 | Caniçal              |                  | União da Madeira    |                     |
| 2003/04 | Estrela da Calheta   |                  | Camacha             |                     |
| 2002/03 | Santana              |                  | União da Madeira    |                     |
| 2001/02 | Santacruzense        |                  | Nacional da Madeira |                     |
| 2000/01 | Santana              |                  | Camacha             |                     |
| 1999/00 | Choupana             |                  | Ribeira Brava       |                     |
| 1998/99 | Pontassolense        |                  | Machico             |                     |
| 1997/98 | Ribeira Brava        |                  | Marítimo            |                     |
| 1996/97 | Caniçal              |                  | Câmara de Lobos     |                     |
| 1995/96 | Santana              |                  | Câmara de Lobos     |                     |
| 1994/95 | 1º de Maio           |                  | União da Madeira    |                     |
| 1993/94 | Santacruzense        |                  | Portosantense       |                     |
| 1992/93 | Ribeira Brava        |                  | União da Madeira    |                     |
| 1991/92 | São Vicente          |                  | Camacha             |                     |
| 1990/91 | Camacha              |                  | São Vicente         |                     |
| 1989/90 | Machico              |                  | Camacha             |                     |
| 1988/89 | Câmara de Lobos      |                  | União da Madeira    |                     |
| 1987/88 | Portosantense        |                  | União da Madeira    |                     |
| 1986/87 | Portosantense        |                  | União da Madeira    |                     |
| 1985/86 | Portosantense        |                  | Andorinha           |                     |
| 1984/85 | Portosantense        |                  | Marítimo            |                     |
| 1983/84 | Portosantense        |                  | União da Madeira    |                     |
| 1982/83 | Santacruzense        |                  | União da Madeira    |                     |
| 1981/82 | Portosantense        |                  | Marítimo            |                     |
| 1980/81 | Portosantense        |                  | Marítimo            |                     |
| 1979/80 | União da Madeira     |                  | Não se realizou     |                     |
| 1978/79 | Santacruzense        |                  | Marítimo            |                     |
| 1977/78 | União da Madeira     |                  | Não se realizou     |                     |
| 1976/77 | Santacruzense        |                  | Não se realizou     |                     |
| 1975/76 | Machico              |                  | Não se realizou     |                     |
| 1974/75 | Nacional da Madeira  |                  | Nacional da Madeira |                     |
| 1973/74 | União da Madeira     |                  | Nacional da Madeira |                     |

Títulos (Taça)
- Marítimo - 26
- União da Madeira - 17
- Nacional da Madeira - 6
- Camacha - 5
- Câmara de Lobos - 4
- Portosantense - 3
- Pontassolense - 3
- Machico - 2
- Andorinha - 1
- Ribeira Brava - 1
- AD Porto da Cruz - 1
- São Vicente - 1
- Bairro da Argentina - 1
- Caniçal - 1
- Juventude de Gaula - 1
- Cruzado Canicense - 1